# Cerdeira (Sabugal)
Cerdeira es una freguesia portuguesa del concelho de Sabugal, con 24,13 km² de superficie y 262 habitantes (2001). Su densidad de población es de 10,9 hab/km².